# Ziel van het vuur
Ziel van het vuur (Soul of the Fire) is een boek van de Amerikaanse schrijver Terry Goodkind. Het is het vijfde deel in de reeks De wetten van de magie. Dit deel gaat verder waar het vorige, De tempel der winden, geëindigd is. 

## Samenvatting van het boek
Het verhaal begint na het huwelijk van Kahlan en Richard in het dorp van het moddervolk.
Het dorp van het moddervolk wordt geteisterd door een ‘Kip Dat Geen Kip Is’. Deze kip dood vele leden van het moddervolk. Richard vreest het ergste en Zedd overtuigd Richard dat het over een Loer gaat, gezonden door Jagang’s Zusters van de Duisternis. Volgens Zedd is de enige manier om de Loer te vernietigen, een fles te breken in de Tovenaarsburcht, in Aydindril, met het Zwaard van de Waarheid.
Zedd loog echter over wat de ‘Kip Dat Geen Kip Is’ is. Hij had direct geraden dat een zware vorm van magie losgelaten was: de Akkoorden. De Akkoorden zuigen alle Additieve magie weg uit de wereld van het leven.  Dit zou de dood brengen aan verschillende magische wezens. De afwezigheid van sommige van die magische wezens zou weleens de vernietiging van de wereld kunnen betekenen wanneer de Additieve magie volledig wegvalt. Zedd beseft dat hij een remedie moet vinden voor dit probleem en wilde Richard en Kahlan zo ver mogelijk uit de buurt terwijl hij de remedie probeerde te vinden.
Richard, Kahlan en Cara weten echter niets van de waarheid en vertrekken om hun taak te volbrengen. Intussen vertrekken Ann (Annalina) en Zedd in verschillende richtingen. Zedd kende een overlevering, uit Anderith, die sprak over de Akkoorden. Ann infiltreert in het kamp van de Imperiale Orde, in de hoop enkele Zusters van het Licht te redden van Jagang’s heerschappij. De Zusters van het Licht verraden Ann echter aan Jagang, omdat ze zijn wraak vrezen.
In Anderith wordt uitgebreid kennisgemaakt met de politiek van Anderith. Zowel de Anders, de donkerharige inwoners, die heersen over Anderith, en de Hakens, de roodharige inwoners die onderdrukt worden door de Anders. Vanaf jonge leeftijd worden de Hakens onder controle gehouden en onrespectvol behandeld. Er werd hen ook geleerd dat deze onderdrukking een noodzaak was, om de Hakens te beschermen tegen hun gewelddadige innerlijk. De meeste Hakens waren zo vertrouwd met dit idee, dat ze het zonder meer aannamen.
Anderith werd benaderd door de Imperial Orde, in de persoon van Stein. Net als Richard probeerde Jagang zo veel mogelijk bondgenoten te krijgen in de nieuwe wereld. Stein biedt het dubbele van de normale prijs voor alle goederen die de Anders willen verkopen, om hen over te halen tot het kamp van de Imperiale orde te gaan. Hij probeert samen met Bertrand Chanboor, de minister van Cultuur, een samenzwering op touw te zetten, zodat Anderith zich zou overgeven aan de Orde.  Zij begonnen met het inbrengen van Imperiale Orde soldaten als Speciale Anderithse soldaten.
Dalton Campbell, de rechterhand van de minister van Cultuur, heeft de hand in de meeste zaken in Anderith. Hij gebruikt zijn connecties, samen met zijn groep van boodschappers, om de ophanden zijnde opdracht, om van Bertrand de nieuwe Soeverein te maken.
Een keukenhulp, Fitch, wordt gerekruteerd om boodschapper te worden voor Dalton. De waarden en normen van Fitch raakten in conflict met zijn doelen. Maar Fitch’s dankbaarheid aan Dalton, leidde tot blind vertrouwen in Dalton. Hij smoorde zijn geweten om alle opdrachten van Dalton te vervullen. Uiteindelijk verraad Dalton Fitch, die verplicht wordt te vluchten. Fitch is vastbesloten om zijn eer te herstellen, door de Zoeker van de Waarheid te worden, zijn grootste droom.
Het Anderithse leger was slecht getraind. Het bewaakte echter de Dominie Dirtch, een verdedigingslijn in de vorm van gigantische klokken. Deze klokken waren gemaakt uit een stuk steen dat, wanneer het geluid werd, iedereen voor hen vermoordden.
Richard realiseert zich intussen dat de Loer weleens een truck van Zedd zou kunnen zijn om hem weg te krijgen. Om het zekere voor het onzeker te nemen, stuurt hij Cara toch naar Aydindril om de fles te breken met het Zwaard van de Waarheid. Terwijl Cara naar het noorden gaat, gaan Richard, Kahlan en Du Chaillu (de eerste ‘vrouw’ van Richard en de tovenares van de Baka Ban Mana) naar Anderith, in het zuiden. Richard merkt ook dat het leger van de Imperiale Orde langzaam oprukt naar Anderith. Als de Imperiale Orde Anderith zou kunnen bezetten, zou dat een bedreiging vormen voor de rest van het middenland.
Zedd, die als eerste in Anderith aankomt, probeert de Akkoorden om te kopen door hen zijn ziel aan te bieden. De Akkoorden hebben immers geen ziel en op het moment dat Kahlan ze opriep, beloofde ze hun de ziel van Richard. Het is echter niet Zedd’s ziel dat de Akkoorden willen. Wanneer Zedd’s poging mislukt, wordt hij een kraai.
Richard en Kahlan arriveren in Anderith en beginnen te zoeken naar een plaats waar ze de akkoorden kunnen verslaan. Terwijl ze in Anderith zijn proberen ze Anderith over te halen tot D’Hara toe te treden. Door enige problemen met minister Chanboor, beslissen ze om een stemming te houden. Terwijl Richard alle moeite doet om de inwoners van Anderith te overtuigen, dwarsboomt Dalton al zijn plannen. Dit zal uiteindelijk leiden tot een nederlaag van Richard. Op hetzelfde moment worstelt Kahlan met het feit dat ze een kind draagt en met de problemen die er zouden komen door dat kind. De heks Shota had immers beloofd om hen op te jagen zolang zij een kind hadden.
Wanneer Richard in Anderith bezig is de bevolking te overtuigen, werd Ann gevangengenomen door haar eigen Zusters van het Licht. Doordat de magie begon te falen, werden de krachten van Jagang ook geringer. Ann kan de zusters hier echte niet van overtuigen, ook niet van de eed die ze kunnen afleggen aan Richard zodat ze veilig blijven van Jagang’s invloeden nadat de magie is teruggekeerd. De zusters verraadden Ann aan Jagang. Ann wordt alleen gevangengezet in een tent. Ze wordt gevoed door zuster Alessandra, een Zuster van de Duisternis. In het begin lukte dit slechts moeizaam, maar naar het einde toe, heel succesvol.
Cara had bijna het Zwaard van de Waarheid in handen, maar zag het voor haar ogen ingepikt worden door Fitch en zijn vriend Morley. Door een combinatie van dom geluk en het feit dat de Akkoorden de meeste magische barrières hadden gedeactiveerd, zorgden ervoor dat Fitch het Zwaard gemakkelijk kan bemachtigen. Cara slaagt erin Morley te doden, waarna ze Fitch volgt naar Anderith. Wanneer ze hem onderschept aan de Dominie Dirtch, de grens van Anderith, verliest ze het zwaard wanneer de Imperiale Orde aanvalt. De soldaten nemen het zwaard mee, zodat Stein het kan geven aan Jagang.
Ongeveer op hetzelfde moment slaagt Dalton erin om de Soeverein te vermoorden, in plaats van te wachten op de natuurlijke dood van de man. Dit zorgt er onmiddellijk voor dat Bertrand Chanboor de nieuwe Soeverein wordt. Chanboor viert zijn ‘promotie’ met het naar bed gaan met Dalton’s vrouw, Teresa. Dalton verstoort de vorm van vreemdgaan niet, maar doet hetzelfde met de vrouw van Bertrand. Door het vele vreemdgaan van Daltand, Teresa, Bertrand Chanboor en zijn vrouw worden ze allen besmet met een terminale ziekte. Stein ontloopt de ziekte, hoewel hij ook met meerdere vrouwen sliep aan het hof. Hij kan het Zwaard van de Waarheid bemachtigen.
Dalton zet, samen met een Zuster van de Duisternis, een groep boodschappers in om Kahlan te doden, die andermaal worstelt met de vraag wat ze met het kind wil aanvangen. Ze werd bijna doodgeslagen, maar werd op het laatste moment gered door Richard, die haar aanvankelijk niet herkende. Wanneer hij haar herkent, realiseert hij zich dat hij haar alleen maar kan redden, als hij eerst de Akkoorden uitbant.
Richard was oorspronkelijk naar Anderith gekomen om een oplossing te vinden voor de Akkoorden. Hij komt erachter dat Joseph Ander, de stichter van Anderith, erin geslaagd was om een oplossing te bedenken. Richard leert uit het dagboek van Joseph Ander dat de Akkoorden in verbinding staan met de Dominie Dirtch. Uit zijn dagboek en andere verslagen, haalt Richard het idee dat Joseph Ander de Akkoorden ‘getemd’ heeft, door het creatief interpreteren van magie. Uit zijn dagboek leidt Richard ook af dat Joseph Ander niet dood is, maar zich verborgen heeft en zichzelf in een magische slaap heeft getoverd. Wanneer hij Ander tevoorschijn laat komen, stelt hij de Akkoorden voor de keuze: Richard, wiens ziel hun beloofd was door Kahlan, of Ander, die hen al drieduizend jaar gevangen houdt. Nadat zij zich op Ander hebben gestort en hem meenemen naar de onderwereld, haast Richard zich terug om Kahlan te genezen. Hij wordt echter tegengehouden door Du Chaillu, die vertelt dat Kahlan zal sterven als hij haar met magie probeert te genezen, als gevolg van een subtractieve vloek dat in haar verankerd werd.
Uiteindelijk bevrijdt Alessandra Ann en bekeert zich opnieuw tot een Zuster van het Licht. Ze zweert tegelijkertijd ook een eed van trouw aan Richard. Ze vertrokken al snel in de richting van Anderith. Ook Zedd kreeg zijn lichaam terug nadat de akkoorden uit de wereld waren vertrokken.
Richard, moe van het loze vechten, besluit om Kahlan naar Westland te gaan, zodat ze er kan genezen van haar wonden. Wanneer ze vertrekken, komen ze Dalton Campbell tegen, die zich verontschuldigd tegenover Richard en hem verteld dat Chanboor en hijzelf, samen met hun vrouwen, besmet zijn met een terminale ziekte en dat er voor hen geen hulp meer mogelijk is. Hij geeft ook het Zwaard van de Waarheid terug, waarna Richard vertrekt en zegt dat de mensen van Anderith nu maar de gevolgen van hun keuzes moeten dragen. Verder zou hij ook wachten, in Westland, tot de wereld kan bewijzen dat ze de vrijheid, waarvoor hij vecht, echt verdient.